# Los funerales del sol
Los funerales del sol es una ópera con música de Pedro Pablo Traversari Salazar.

## = Libreto === Datos históricos
Esta ópera de Traversari Salazar se menciona algunas veces con el título Los hijos del sol. De esta ópera, así como otras óperas compuestas por Traversari Salazar casi no se sabe nada dado que ninguna ha sido estrenada y se desconoce el paradero de las partituras. Las otras dos ópera mencionadas con frecuencia son La profecía de Huiracocha y Cumandá o la virgen de las selvas. Las tres óperas retoman temas nacionales ecuatorianos y forman parte de un nutrido número de óperas con temas nativos escritos por el movimiento de compositores nacionalistas latinoamericanos de la primera mitad del siglo XX. 

## Literatura complementaria
- Diccionario de la música española e hispanoamericana (DMEH). Editado por la Sociedad General de Autores y Editores (SGAE) y el  Instituto Nacional de las Artes Escénicas y de la Música (INAEM) del Ministerio de Educación, Cultura y Deporte de España.

## Enlaces
- https://web.archive.org/web/20090223174434/http://ecuador-news.info/cultura_musica.htm
- https://web.archive.org/web/20070308223129/http://www.comunidadandina.org/bda/hh44/20AIRES%20NACIONALES%20EN%20LA%20M%C3%9ASICA.pdf
- http://janeth_haro.tripod.com/lamusica.htm
- http://www.google.de/search?hl=de&q=%22Pedro+Pablo+Traversari+Salazar%22&btnG=Suche&meta=
- http://www.edufuturo.com/educacion.php?c=906
- http://www.jstor.org/pss/780312
- http://www.jstor.org/pss/780464
- http://phonoarchive.org/grove/Entries/S08534.htm (enlace roto disponible en Internet Archive; véase el historial, la primera versión y la última).

- Datos: Q5980879